# École nationale supérieure de sécurité sociale
 (novembre 2022).
Si vous disposez d'ouvrages ou d'articles de référence ou si vous connaissez des sites web de qualité traitant du thème abordé ici, merci de compléter l'article en donnant les références utiles à sa vérifiabilité et en les liant à la section « Notes et références ».
L'École nationale supérieure de Sécurité sociale (EN3S) est une grande école française créée en 1960 et placée sous la tutelle du ministère des Affaires sociales et de la Santé.
Les principales missions de l’EN3S sont de sélectionner et développer les compétences des dirigeants de la protection sociale, de promouvoir les coopérations internationales dans le domaine soit sous la forme de transferts d’expertise ou de cycles de formation spécifiques, et enfin de contribuer à la connaissance collective sur la protection  sociale et les opérateurs qui la gèrent par des programmes de recherches. À travers son Institut spécialisé (IHEPS), l’EN3S assure également la promotion et la diffusion d’une culture de la protection  sociale auprès des leaders d’opinion français.
En 2013, plus de 2400 dirigeants assurent la gestion du service public de la Sécurité sociale et la responsabilité de la collecte et de la redistribution de près de 465 milliards d’euros par an.
L'École est implantée à Saint-Étienne dans le département de la Loire depuis 1978, mais possède également des locaux pédagogiques à Paris.

## Histoire

### Du CESSS au CNESSS
Créée par décret du 12 mai 1960 pour garantir d’une part, l’égal accès aux fonctions dirigeantes du service public de la Sécurité sociale par le biais d’un concours et d’autre part, pour accompagner la professionnalisation de la gestion des organismes de sécurité sociale à un moment où les pouvoirs publics renforcent les pouvoirs propres des directeurs dans ce domaine, l’EN3S a eu pour première dénomination CESSS, Centre d’études supérieures de sécurité sociale (cette dénomination de centre d’études est assez courante à l’époque; ce fut également la première appellation de l’École nationale de la magistrature (ENM) en 1958 – Centre national d’études judiciaires). Par un décret du 10 juin 1977, la vocation pleinement nationale de cette école est affirmée, le CESSS devenant CNESSS, Centre national d’études supérieures de sécurité sociale. Le CNESSS est alors érigé en établissement public à caractère administratif (EPA) et s'installe l'année suivante à Saint-Étienne. Son autonomie de gestion se renforce par un décret du 9 mai 1988. Cette importante réforme va lui permettre de recruter des agents de droit privé régis par les conventions collectives applicables au personnel des organismes de sécurité sociale.

### Du CNESSS à l'EN3S
En 2001, l'École rejoint le Réseau des écoles de service public (RESP), et à l'occasion de la loi du 13 août 2004, le législateur décide d’aligner sa dénomination sur celle des autres établissements du réseau. Le CNESSS devient alors l’actuelle École nationale supérieure de sécurité sociale, EN3S. En 2009, l’évolution de l’appellation de l'école en "École nationale de la Protection sociale" (ENPS) a rencontré un obstacle juridique, le Conseil constitutionnel ayant considéré que la disposition concernée au sein de la loi « HPST » constituait un "cavalier législatif". Les pouvoirs publics ont cependant confié à l’École la création, le portage juridique et la gestion de l’Institut des hautes études de la protection sociale (IHEPS).

## Concours d’entrée
Chaque année l’EN3S organise deux concours d’entrée pour recruter les futurs dirigeants du service public de la Sécurité sociale :
- un concours externe (ouvert à tout titulaire d’un diplôme sanctionnant trois ans d’études supérieures);
- un concours interne (réservé aux agents du service public de Sécurité sociale).

Ces concours sont organisés sur le modèle des autres grandes écoles françaises, à savoir :
- trois épreuves écrites d'admissibilité communes aux deux concours, dont :
  - une épreuve de 5 heures, au choix parmi :
    - une composition portant sur un sujet relatif à l'évolution des idées et des faits politiques, économiques, sociologiques et culturels en France et dans le monde
    - une composition de droit public
    - une composition de sciences économiques
    - une étude de cas portant sur des questions managériales incluant notamment des aspects de stratégie, d'organisation et de ressources humaines

  - une épreuve de 4 heures de note de synthèse à partir d'un texte ou d'un dossier de caractère administratif
  - une épreuve de 4 heures de composition sur un sujet relatif aux grandes questions sanitaires et de protection sociale
- trois épreuves orales d'admission communes aux deux concours, dont :
  - deux oraux techniques de 30 minutes chacun, au choix parmi :
    - droit du travail
    - droit public
    - économie
    - gestion comptable et financière
    - questions sanitaires et de protection sociale
    - santé publique
    - science politique
    - statistiques

  - un entretien avec le jury (grand oral) de 30 minutes à partir d'une lettre de motivation et d'un curriculum vitæ.

Les promotions comptent en moyenne soixante élèves.

## Formation initiale et autres formations qualifiantes

### La formation initiale « Dirigeant d’un organisme de protection sociale »
Elle est réservée aux lauréats des concours d’entrée. Elle développe les principales compétences des dirigeants des différents régimes de protection sociale français : régime général, Sécurité sociale des indépendants, mutualité sociale agricole (MSA), régimes spéciaux… à savoir :
- le management d’équipes;
- l’entrepreneuriat (accompagnement du changement, gestion de projets et d’expérimentations, etc.);
- le partenariat;
- la stratégie d’entreprise et sa déclinaison opérationnelle.

La formation initiale « Dirigeant d’un organisme de protection sociale » est également l’occasion pour les futurs dirigeants de développer le sens du service public et des valeurs qui le sous-tendent, mais également de développer leur capacité de réflexion et de sens critique à la fois sur les politiques sanitaires et sociales et leur gestion.
Les enseignements durent 18 mois, alternant études théoriques (politiques publiques de Sécurité sociale, gestion d'entreprise, management, pilotage stratégique, conduite de projets, questions européennes et internationales de Sécurité sociale…) et stages dans des organismes de Sécurité sociale ou auprès des acteurs majeurs du système sanitaire et social comme les agences régionales de santé (stages de découverte et de relation clients, stages d'encadrement et de direction, stage spécialisé au regard de son futur environnement professionnel à la suite d'une préaffectation en poste).
La part des enseignements dans la formation s'établit à 60 % contre 40 % pour les stages.
Les enseignements sont dispensés par près de 480 intervenants par an dont 55 % de professionnels de la protection sociale, 30% d'experts ou d'universitaires et 15 % de consultants.
Pour les élèves issus du concours externe, les études sont rémunérées à hauteur de 1900 euros bruts par mois (soit l'équivalent du niveau d'un cadre 5A de la classification des employés et cadres du régime général de Sécurité sociale).
À l'issue de la formation, les élèves se voient:
- décerner le titre d'ancien élève de l'Ecole.
- délivrer un diplôme de master II en "Droit, économie, gestion", mention "management des organisations sanitaires et sociales", spécialité "ingénierie de la protection sociale" codélivré en partenariat avec l’Université de Marne-la-Vallée.
- inscrire automatiquement, pendant une durée de six ans, sur la liste d'aptitude aux emplois d'agent de direction des organismes de Sécurité sociale du régime général et de certains régimes spéciaux.

À la suite de quoi, ils rejoignent un organisme ou une caisse d'un des régimes de base obligatoires de Sécurité sociale. Traditionnellement et très majoritairement, le régime général est celui qui propose le plus de postes à pourvoir et vers lequel les élèves se dirigent.

### Les autres formations qualifiantes
Elles sont réservées aux professionnels en activité dans les organismes de sécurité sociale sous certaines conditions, et permettent d’accéder soit à des fonctions de dirigeant de plus haut niveau, soit à des métiers contenant une expertise élevée :
- cycle diplômant CapDirigeants (CapDIR) ;
- médecine conseil (en partenariat avec la Caisse nationale d'assurance maladie des travailleurs salariés) ;
- ingénierie de prévention des risques professionnels (en partenariat avec l’Institut national de recherche et de sécurité) ;
- inspection contrôle en Agence régionale de santé.

Ces formations sont toutes d’une durée d’environ 10 semaines permettant une alternance enseignements/stages et conduites de projets.

## Formation continue
L’EN3S propose une offre de formation continue ouverte aux acteurs de la protection sociale. Elle vise notamment à l’actualisation des connaissances sur les questions sanitaires et sociales, les politiques sociales, la gestion et le management des services publics, la mise en œuvre et l’application des lois affectant la protection sociale afin de renforcer les compétences individuelles et collectives…
En tout, ce sont près de 7000 heures de formation continue dispensées chaque année à destination 6 000 participants.
Dans le cadre de sa formation continue, l’EN3S compte des partenariats avec l’Institut d'études politiques de Paris, l’École nationale d'administration, l’École des hautes études en santé publique et la Fédération nationale de la mutualité française.

## Coopération internationale
La direction des relations internationales de l’EN3S organise des actions de coopération internationale dans le domaine de la protection sociale. Ces actions de coopération prennent deux formes :
- l’accueil de stagiaires en cycle de formation en France (Cycle d’études spécialisées en gestion d’organismes sociaux – CESGOS);
- l’envoi de spécialistes français dans le domaine de la protection sociale dans des institutions étrangères (ministères, organismes sociaux, écoles ou universités).

## Recherche
Depuis 2008, l’EN3S déploie et subventionne des programmes de recherche dans le domaine de la protection sociale.
Ces programmes s’appuient sur deux ressources de chercheurs :
- les organismes de recherche du monde universitaire (par le biais d’appels à projet d’étude ou de recherche);
- les élèves en cours de formation initiale (par le biais de travaux de recherche-action).

Les thèmes de recherche concernent les politiques sanitaires et sociales, la gestion interne des organismes sociaux et les questions relatives au management supérieur de ces organismes.
Les meilleurs travaux sont valorisés par des colloques et des publications notamment dans la revue REGARDS, qu’édite l’EN3S.

## Institut des hautes études de Protection sociale
L’Institut des hautes études de Protection sociale (IHEPS) est juridiquement rattaché à l’EN3S. Depuis 2009, cet Institut propose à un public particulier (leaders d’opinion, élus nationaux et locaux, DRH, syndicalistes, journalistes etc.) un cycle annuel de journées d’étude axé sur une thématique d’actualité de la Protection sociale, à l’image de l’Institut des hautes études de défense nationale (IHEDN) dans le domaine de la Défense nationale.
Une trentaine d’auditeurs suit en moyenne le cycle de l’IHEPS chaque année.
L’IHEPS est l’unique structure fédérant l’ensemble des institutions publiques et privées de Protection sociale françaises.

## Administration de l'École
L'EN3S est un établissement public à caractère administratif placé sous la tutelle du ministère des Affaires sociales et de la Santé.

### Présidence et direction
La présidence actuelle est assurée par Gérard Mardine, nommé par arrêté du 27 mars 2018.
À la suite d'un décret du 27 avril 2012, la direction de l'EN3S est assurée depuis le 1er mai 2012, par Dominique Libault

### Budget
Le budget annuel de fonctionnement est de 15 millions d’euros. Les recettes proviennent pour plus de 70 % d’une contribution des régimes de sécurité sociale ; le reste est complété par les ressources propres générées par l’activité de la formation continue.

## Anciens élèves
Depuis sa création en 1960, l'École a formé plus de 3 600 élèves en formation initiale, répartis dans plus de 400 organismes de Sécurité sociale tous régimes confondus.

### Association des anciens élèves
L'association des anciens élèves et élèves de l'EN3S (AEN3S) est une association loi 1901 qui représente les élèves et les anciens élèves de l'EN3S. Rassemblant toutes les promotions depuis la création de l’Ecole, l'association dénombrait au 1er janvier 2006, 2 942 adhérents.
À travers diverses manifestations qu'elle organise (colloques, dîners-débat…) et des travaux de ses formations internes (bureau national, conseil national, délégations régionales…), l'association participe à la réflexion sur l'évolution du métier d'agent de direction et sur les missions des organismes de Sécurité sociale.
En outre, afin de favoriser les relations entre les différents régimes et branches de la Sécurité sociale, l'association adresse régulièrement à chaque adhérent la revue Élan Social.